# MV Rubymar
Le MV Rubymar est un cargo vraquier de taille Handymax battant pavillon du Belize, géré par GMZ Ship Management et opéré par Blue Fleet. Il est nommé successivement Ken Shin à partir de 1997, Chatham Island à partir de 2009 et Ikaria Island à partir de 2020, avant d'être renommé Rubymar.
Le 18 février 2024, le navire est touché par deux missiles antinavires tirées par les Houthis dans le contexte de crise en mer Rouge alors qu'il transporte une cargaison d'engrais. Après avoir dérivé pendant des semaines, le navire sombre le 2 mars des suites de l'attaque, devenant ainsi le premier navire coulé par une attaque des Houthis depuis le début de la crise en octobre 2023.

## Caractéristiques
Le MV (« Motor Vessel ») Rubymar navigue sous pavillon du Belize et est géré par la SA libanaise GMZ Ship Management Company (pour la filiale britannique de Golden Adventure Shipping SA) et opéré par Blue Fleet, créé par Roy Khoury en 1996 à Athènes et doté d’un bureau à Beyrouth.
Il s'agit d'un cargo vraquier de taille Handymax d'un tonnage de 19 420 jauge brute (tjb) et de port en lourd de 32 211 tonnes. Il mesure 171 m de longueur et 27 m de largeur, pour un tirant d'eau de 10,4 m, et est équipé de moteurs Mitsubishi fournissant 7 059 kW (9 466 ch) de puissance,.

## Historique
Le navire est construit en 1997 par le chantier naval d'Onomichi à Kobe, au Japon. Il est nommé successivement Ken Shin en 1997, Chatham Island en 2009 et Ikaria Island en 2020, avant de recevoir son nom actuel Rubymar. En 2022, il participe à l'initiative céréalière de la mer Noire, transportant 35 000 tonnes de blé d'Ukraine vers l'Égypte lors de l'invasion russe de l'Ukraine.

### Attaque et naufrage en mer Rouge

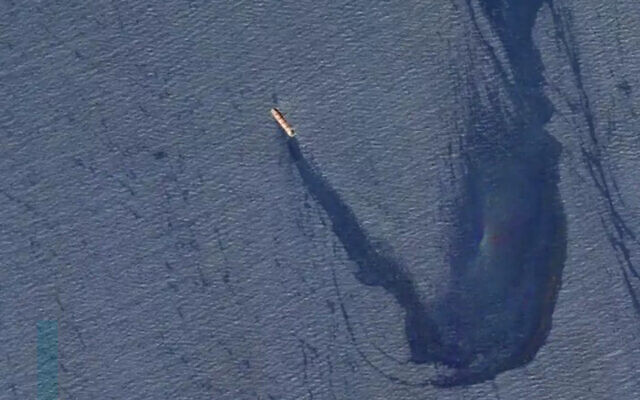
Fuite de pétrole du Rubymar après l'attaque.

Le Rubymar transite par la mer Rouge en février 2024, transportant 22 000 tonnes d’engrais agricoles chargés à Ras Al-Khair (en), en Arabie saoudite, à destination de Varna, le grand port bulgare de la mer Noire,. Selon le Commandement central des États-Unis le 18 février, les forces Houthis ont lancé deux missiles antinavires sur le navire. Son armateur, Roy Khoury, PDG de Blue Fleet (qui dit exploiter 45 navires), indique que, le 18 février, un « premier missile a touché le pont du navire sans causer de dommages, le second la salle des machines. Le bateau est resté à flot mais la salle des machines et la cale numéro 5 ont été submergées ». Un porte-conteneurs, le Lobivia, battant pavillon de Singapour, et un navire de guerre de l'opération Gardien de la prospérité sont dépêchés sur zone. Lorsque le navire a commencé à prendre l’eau, l’équipage (principalement des Syriens, mais aussi des Égyptiens, des Philippins et des Indiens) a quitté le navire dans les embarcations de sauvetage. Le Lobivia évacua finalement les 24 membres d'équipage en les emmenant sains et saufs à Djibouti,.
À la suite de l'attaque, le navire est abandonné au large de Bab-el-Mandeb, mais ne coule pas totalement. Le Rubymar commence à dériver et, le 26 février, il est localisé à 70 kilomètres plus au nord. Une nappe de 29 kilomètres de long se forme par un déversement continu de pétrole contribuant à ce que le commandement central qualifie de catastrophe environnementale. En outre, la cargaison d'engrais pourrait contribuer à aggraver les dégâts en provoquant une prolifération d'algues dans les régions côtières proches du navire. Pour Roy Khoury, qui a transmis à la presse le 28 février une image du navire submergé sur le tiers arrière, avec le château en partie sous l’eau, les engrais à bord ne sont pas dangereux, ce qui n’est pas le sentiment des autorités des États-Unis.
Les opérations de sauvetage et de remorquage sont entravées par des obstacles politiques dans les semaines suivant l'attaque. Alors que la marine américaine propose d'aider au remorquage du Rubymar, le port de Djibouti le plus proche refuse d'accepter le navire en raison du risque d'explosion de sa cargaison d'engrais et de peur que le navire ne coule dans leurs eaux. Le chef des Houthis Mohammed al-Houthi déclare que le groupe acceptera l'opération que si une aide humanitaire est fournie à Gaza. Le 28 février, le navire est toujours à la dérive et attend son remorquage jusqu'à un port, peut-être en Arabie saoudite ou au Yémen. Fin février, Roy Khoury évoque un remorquage possible vers Djeddah, avait l’aide d’une société espagnole non citée.
La société de sécurité maritime annonce le 1er mars avoir reçu plusieurs rapports faisant état d’un « nouvel incident » sur le site du Rubymar. « Un certain nombre de Yéménites auraient été blessés lors d’un incident de sécurité », déclare Ambrey analytics. Le vraquier se trouve alors à 16 milles à l’ouest du port de Mokha, au Yémen.

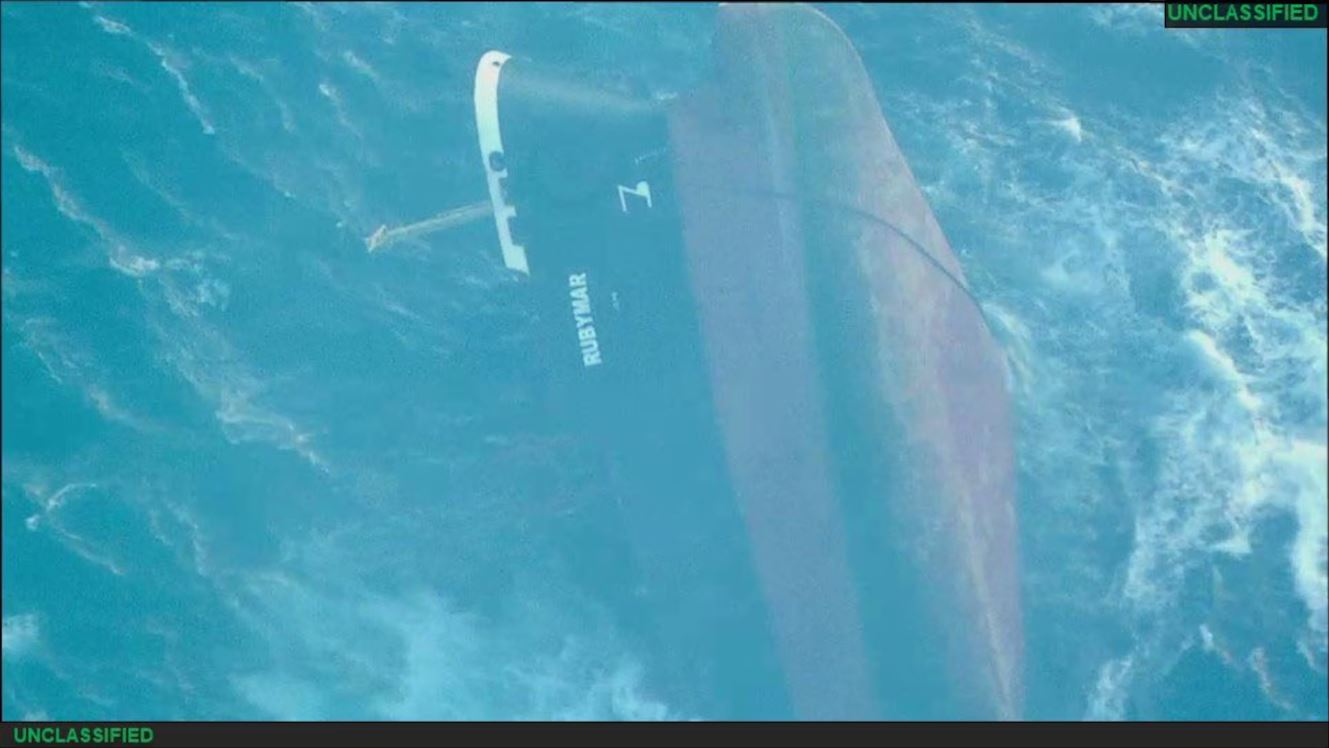
Épave du Rubymar après son naufrage le 2 mars 2024.

Le gouvernement internationalement reconnu du Yémen signale que le Rubymar a coulé en mer Rouge dans la nuit du 1er au 2 mars 2024,. Le mauvais temps combiné à des vents violents auraient contribué à sa perte totale, alors qu'il était déjà partiellement submergé. Le centre de coordination maritime britannique UKMTO publie le 2 mars un bulletin de mise à jour sur le Rubymar qualifiant l’incident de « naufrage » et indiquant que le navire « a sombré par l’arrière, la proue restant au-dessus de la ligne de flottaison ».
Le Rubymar est le premier navire coulé par les Houthis depuis le début de leurs attaques en mer Rouge.